# Dagmar Pohle (Politikerin)

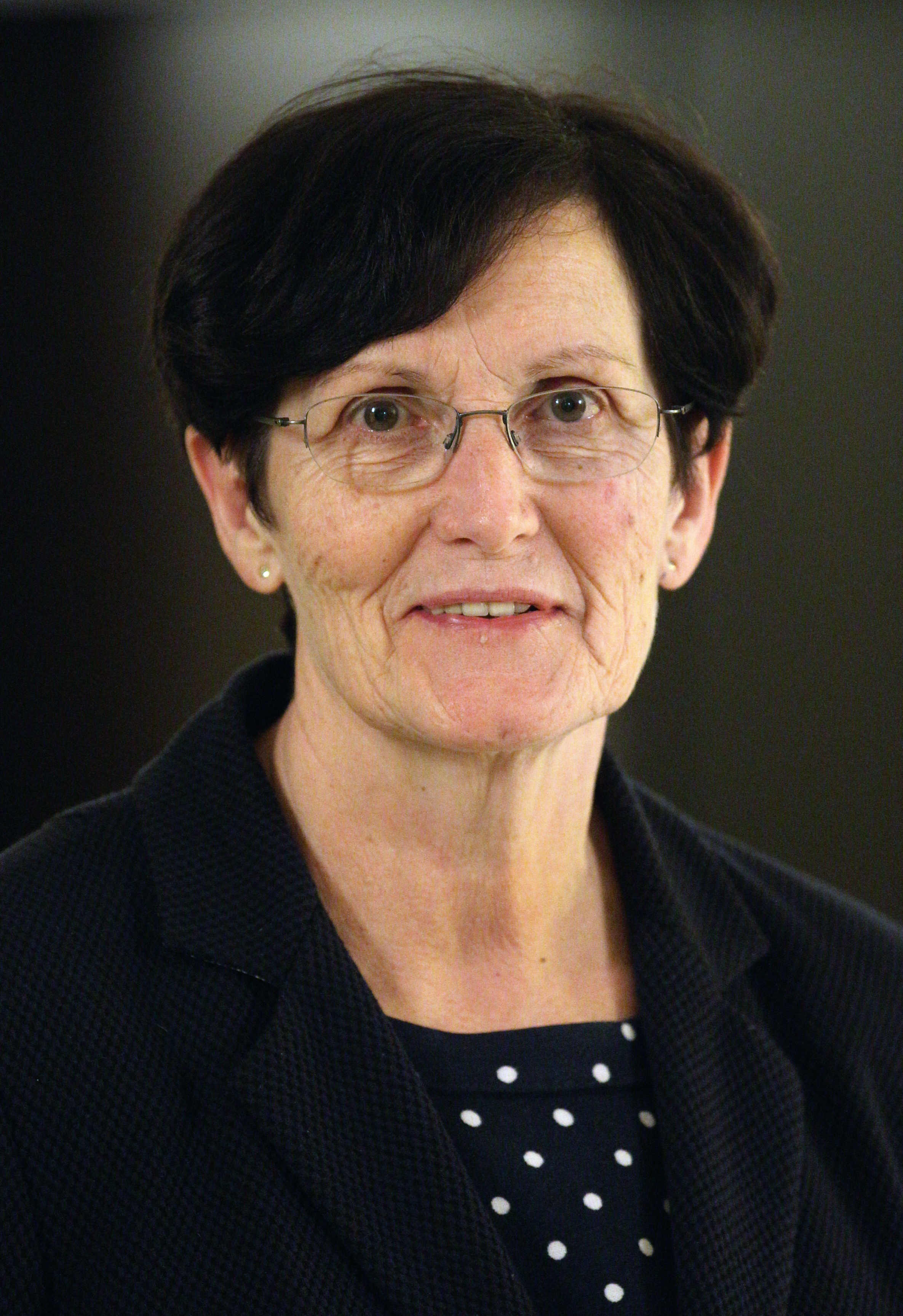
Dagmar Pohle (2017)

Dagmar Pohle (* 7. September 1953 in Allstedt) ist eine deutsche Politikerin (PDS/Die Linke). Von 1990 bis 1999 war sie Mitglied des Abgeordnetenhauses von Berlin, von 2006 bis 2011 Bezirksbürgermeisterin des Berliner Bezirks Marzahn-Hellersdorf, dann war sie stellvertretende Bezirksbürgermeisterin und Bezirksstadträtin für Gesundheit, Soziales und Planungskoordination und von 2016 bis 2021 war sie wieder Bezirksbürgermeisterin von Marzahn-Hellersdorf.

## Leben
Pohle studierte an der Karl-Marx-Universität Leipzig Philosophie und schloss das Studium als Diplom-Philosophin ab. 1975 wurde sie Mitglied der Sozialistischen Einheitspartei Deutschlands (SED). Sie war von 1976 bis 1982 wissenschaftliche Aspirantin bzw. wissenschaftliche Mitarbeiterin. Von 1982 bis 1989 war sie Mitarbeiterin der SED-Kreisleitung Berlin-Marzahn. Nach der Wende 1990 wurde sie bis 1998 stellvertretende Bezirksvorsitzende der Partei des Demokratischen Sozialismus (PDS) in Berlin-Marzahn. Vom Mai bis Dezember 1990 war sie Mitglied der Stadtverordnetenversammlung von Berlin. Von Dezember 1990 bis Oktober 1999 war sie Mitglied des Abgeordnetenhauses von Berlin.
1991 und 2006 räumte sie ein, von August bis Dezember 1981 inoffizielle Mitarbeiterin der DDR-Staatssicherheit gewesen zu sein. Der Kontakt kam damals zustande, nachdem sie den Leerstand in einer Wohnung in der Allee der Kosmonauten beim Rat des Stadtbezirkes angeprangert habe, die sich dann als konspirative Wohnung des MfS herausgestellt habe.
Von September 1992 bis Februar 2002 arbeitete Pohle hauptberuflich als Arzthelferin. Von 2000 bis 2002 war sie Mitglied des Bundesvorstandes der PDS. Von März 2002 bis November 2006 war sie als Bezirksstadträtin für Wirtschaft, Soziales und Gesundheit im Berliner Bezirk Marzahn-Hellersdorf tätig. Von 2003 bis 2005 gehörte sie dem Berliner PDS-Landesvorstand an. Im November 2006 wurde sie von der BVV Marzahn-Hellersdorf mit den Stimmen ihrer Partei und denen der CDU zur Bezirksbürgermeisterin gewählt. Dort engagierte sie sich auch im Aufsichtsrat der Grün Berlin GmbH. Von November 2011 bis November 2016 war sie stellvertretende Bezirksbürgermeisterin und Bezirksstadträtin für Gesundheit, Soziales und Planungskoordination. Am 10. November 2016 wurde sie wieder zur Bezirksbürgermeisterin von Marzahn-Hellersdorf gewählt und ist gleichzeitig auch Bezirksstadträtin für Stadtentwicklung, Gesundheit, Personal und Finanzen. 2018 beschloss die Bezirksverordnetenversammlung mehrheitlich eine Verlängerung der Amtszeit Pohles über das Renteneintrittsalter hinaus. Eine erneute Kandidatur für die Wahlen 2021 erfolgte nicht.
Während ihrer Zeit als Bezirksbürgermeisterin war sie Mitglied im Aufsichtsrat der Vivantes GmbH und im Aufsichtsrat der Wohnungsbaugenossenschaft DPF e.G. Ehrenamtlich engagiert ist sie als Vorsitzende des Vereins Kolzenburg e. V. und Vorsitzende des Kommunalpolitischen Forums Berlin e. V.